# Gule Hest
Gule Hest Gjæstgiveriet lå området mellem Værnedamsvej og Vesterbrogade 144 (Tvedes Bryggeri) på Vesterbro i København. Gule Hest blev bygget midt i 1700-tallet og hed "Haabet" fra 1788.
Ole Ferdinand Olsen købte den gamle ejendom og udparcellerede en del af dens jorder. I 1885 blev Ferdinand Olsens gård nedrevet og Kingosgade i stedet anlagt med tilhørende etagebyggeri på adressen Vesterbrogade 104-106, mellem Brorsonsgade og Kingosgade.
|  | Denne artikel kan blive bedre, hvis der indsættes geografiske koordinater Denne artikel omhandler et emne, som har en geografisk lokation. Du kan hjælpe ved at indsætte koordinater i wikidata. |